# Stroheim
Stroheim település Ausztriában, Felső-Ausztria tartományban, az Eferdingi járásban. Tengerszint feletti magassága 489 méter, területe 28,75 km².

## Elhelyezkedése
Stroheim Sankt Agatha, Haibach ob der Donau, Hartkirchen, Pupping, Hinzenbach, Prambachkirchen és Waizenkirchen településekkel határos.

## Népesség
| 2016 | 1 539 |
| 2018 | 1 555 |